# .me
A .me Montenegró internetes legfelső szintű tartománykódja.
Montenegró hivatalosan 2006. június 3-án nyilvánította ki függetlenségét, és ezzel Szerbia és Montenegró két független államra esett szét. Az általuk a 2010-es megszűnéséig közösen használt .yu tartománykód helyett tértek át a .rs és .me tartománykódok használatára, hiszen 2006. szeptember 26-a óta ez a két ország ISO kódja. A fenti okokból a .me legfelső szintű tartománykód 2006-ig fenntartott kód volt.

## Második szintű tartománykódok
Az alábbi második szintű tartománykódok érhetőek el:
- .co.me - vállalatoknak.
- .net.me - internetszolgáltatóknak.
- .org.me - civil szervezeteknek.
- .edu.me - oktatási intézményeknek.
- .ac.me - tudományos szervezeteknek, egyetemeknek.
- .gov.me - kormányzati intézményeknek.
- .its.me vagy .priv.me - magánszemélyeknek.

## .me általános célú használata
2008. május 6-óta .me-re végződő domain bárki által szabadon regisztrálható. A GoDaddy például személyes oldalakhoz és blogokhoz ajánlja.
Bár a .me-hez minimum 3 karakteres nevet kell választani, néhány nagy cég használ 2 karakteres .me-s domaint, általában a rövid url szolgáltatásukhoz:
- WordPress WP.me
- Facebook fb.me
- GoDaddy go.me
- Yahoo! me.me